# Palmerstown
Palmerstown (irl. Baile Phámar) – przedmieście Dublina, stolicy Irlandii, w hrabstwie Dublin Południowy, liczy 11 400 mieszkańców (2006).